# Пјан де Сорес
Пјан де Сорес је насеље у Италији у округу Сасари, региону Сардинија.
Према процени из 2011. у насељу је живело 77 становника. Насеље се налази на надморској висини од 43 м.